# Linsy Heister
Linsy Heister (18 juni 1988) is een Nederlandse waterpoloster en voormalige openwaterzwemster.

## Carrière
Heister begon haar carrière in het zwembad op de vrije slag. Hiermee haalde ze in 2005 op de Nederlandse kampioenschappen twee bronzen medailles: op de 800 en 1500 meter. In 2008 wist ze zich niet te plaatsen voor de Olympische Spelen. Ze ging zich vervolgens richten op het openwaterzwemmen.
In 2010 zwom Heister bij Eiffel Swimmers PSV. Haar trainer was Marcel Wouda. Op het Wereldkampioenschappen openwaterzwemmen 2010 in het Canadese Roberval behaalde ze een gouden medaille op het onderdeel 25 km. Ook op de 10 km van de Europese kampioenschappen zwemmen 2010 haalde ze een gouden medaille.
Heister stapte in 2014 over op waterpolo.